# Burgstall Leeder
Der Burgstall Leeder bezeichnet eine abgegangene hochmittelalterliche Höhenburg bei 701 m ü. NHN ca. 140 m südwestlich der Pfarrkirche Mariä Verkündigung in Leeder, einem Gemeindeteil der Gemeinde Fuchstal im Landkreis Landsberg am Lech in Bayern. Die Anlage wird als Bodendenkmal unter der Aktennummer D-1-8030-0004 als „Burgstall des hohen Mittelalters“ geführt.

## Beschreibung
Die halbsichelförmige Anlage hat die Ausmaße von ca. 70 m in Süd-Nord-Richtung und 35 m in Ost-West-Richtung. Gegen Westen ist noch ein Rest des sichelförmigen Halsgrabens mit Außenwall erkennbar, gegen Osten ist der Burgstall weitgehend durch eine Kiesgrube zerstört. Das Burgareal ist heute großteils von Wald bestanden.